# Ярославицька сільська територіальна громада
Ярославицька сільська територіальна громада — територіальна громада України, у Дубенському районі Рівненської області. Адміністративний центр — село Ярославичі.
Площа громади — 106,35 км², населення — 2765 мешканців (2018).
Утворена 15 червня 2017 року шляхом об'єднання Новоукраїнської та Ярославицької сільських рад Млинівського району.
19 липня 2020 року, в результаті адміністративно-територіальної реформи та ліквідації Млинівського району, громада увійшла до складу Дубенського району.

## Населені пункти
До складу громади входять 10 сіл: Боремець, Велика Городниця, Зоряне, Надчиці, Новоукраїнка, Підлісці, Свищів, Чекно, Яловичі та Ярославичі.